# 國際公共交通協會
國際公共交通協會（英語：International Association of Public Transport，簡稱 UITP）是一個專門將大眾運輸利益、研究相關者和所有著手有關大眾運輸的業者、政府部門、供應商及學術研究單位匯集在一起的非營利組織， 該協會由比利時利奧波德二世國王於1885年在比利時布魯塞爾成立，原旨在支持比利時的電車和鋼鐵工業。而現在，UITP 倡導使用整體方法解決城市的交通問題，並促進永續的交通工具發展。

## 組織

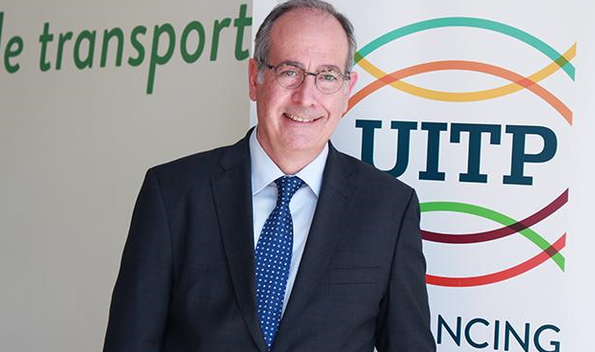
自2017年開始擔任會長的Pere Calvet Todera

UITP 是一個擁有遍布世界各地共96個國家、1700名企業成員的國際網絡，工作涵蓋公共交通的所有方式—地鐵、輕軌、鐵路、公共汽車和水運。從廣義上講，它就代表大眾運輸。
UITP 的網絡在布魯塞爾設有一個主要的歐盟辦事處，並在全球設有15個聯絡辦事處（阿必尚、阿斯塔納、班加羅爾、卡薩布蘭卡、杜拜、香港、伊斯坦堡、約翰內斯堡、莫斯科、紐約、羅馬、聖保羅、深圳、新加坡和德黑蘭）。

### 主要功能
1. 連結：集結全球各地大眾運輸業者，提供各業者共同之交流平台。
2. 研討：藉由舉辦會議、展覽與訓練課程等方式，討論最新大眾運輸關心課題。
3. 遊說：替各會員表達立場與爭取權益，共同簽署以支持有益大眾運輸發展之政策。
4. 查詢：介紹大眾運輸之熱門話題與最新發展，形成資訊共享機制。

## 參閱
- 國際地鐵聯盟（CoMET）
- 永續運輸
- 國際運輸論壇（ITF）（英语：International Transport Forum）
- Horizon 2020（展望2020）（英语：Framework Programmes for Research and Technological Development）
- 歐洲鐵路研究諮詢委員會（ERRAC）（英语：European Rail Research Advisory Council）

## 外部鏈接
- UITP 官網
- UITP 全球公共交通峰會